# Zarya Severa
Zarya Severa ist eine Rotweinsorte. Sie ist ein Abkömmling der asiatischen Wildrebe Vitis amurensis sowie der Rebsorte Früher Malingré und ist somit eine Hybridrebe. Die Kreuzung erfolgte am Weinbauforschungs - Institut Potapenko in Rostow am Don, Russland.

## Abstammung
Früher Malingre x Vitis amurensis

## Abkömmlinge
Norbert Becker nutzte zur Kreuzung einiger Sorten Gm 6494. Gm 6494 (oder auch Geisenheim 6494) war eine Sämlingspopulation, die im Jahre 1964 von Vilem Kraus in der Tschechoslowakei aus den Rebsorten Zarya Severa x St. Laurent gekreuzt wurde. Kraus bot die Sämlinge Helmut Becker, damals an der Forschungsanstalt Geisenheim tätig, an, der die Bedeutung dieses Materials erkannte und es züchterisch in Nachkommenschaftsprüfungen weiter nutzte. Aus der Sämlingspopulation Gm 6494 wurde der Sämling Gm 6494-5 aufgrund seiner besonderen Leistungsfähigkeit ausgelesen und später unter dem Sortennamen Rondo als eigenständige Rebsorte vermehrt und in die Praxis gebracht.
Norbert Becker recherchierte bei den Kreuzungen von Vilem Kraus aus dem Jahr 1964 für die Sämlingspopulation, die erst in Geisenheim die Bezeichnung Gm 6494 erhalten hatte, irrtümlich die Rebsorte Saperawi Severni als Vatersorte. Eine differenzierte Nachrecherche von N. Beckers Nachfolger Volker Jörger zusammen mit Kollegen von der Forschungsanstalt Geisenheim konnte den Irrtum aufzeigen und die wahre Elternschaft gilt in Fachkreisen seit dem Jahr 2003 als gesichert geklärt.
Zarya Severa wurde unter anderem als Züchtungspartner bei der Kreuzung der neuen Sorte Rondo verwendet. Über die Kreuzung Gm 6494 ging Zarya Severa in die  Neuzüchtungen Bronner,  Baron, Cabernet Carbon, Prior und Souvignier gris ein.

## Eigenschaften
Wegen ihrer hohen Winterfrostresistenz sowie ihrer Resistenz gegen den falschen Mehltau gehört diese Rebart bei Züchtern in Osteuropa seit langem zu einem der wichtigsten Zuchtmaterialien bei der Suche nach neuen Rebsorten.

## Synonyme
Aurore Du Nord, Zaria Severa, Zarja Severa, Zora Severa.